# Onze-Lieve-Vrouw-van-Bijstandkerk (Heikant)

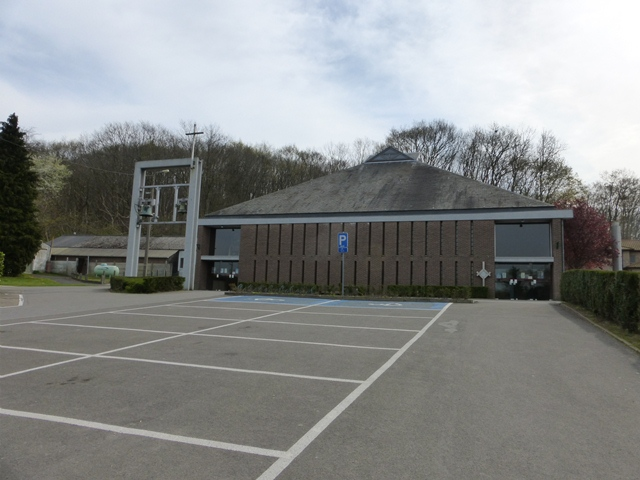
Onze-Lieve-Vrouw van Bijstandkerk

De Onze-Lieve-Vrouw van Bijstandkerk is de parochiekerk van de tot de Vlaams-Brabantse gemeente Rotselaar behorende plaats Heikant, gelegen aan de Schoolstraat 54.
Deze kerk, in de stijl van het naoorlogs modernisme, werd gebouwd in 1965-1966 naar ontwerp van Vranckx.
Het betreft een bouwwerk in baksteen en beton met een amfitheatersgewijs opgebouwde kerkruimte. De ateliers van de Abdij van Maredsous vervaardigden het altaar, het tabernakel en het kruis. Slabbinck ontwierp de in geglazuurde keramiek uitgevoerde kruiswegstaties. Een beeld: Maria in gebed is uit de eerste helft van de 16e eeuw.
De kerk bezit een losstaande open klokkentoren, uitgevoerd in beton.